# Камил Петреску
Камил Петреску (рум. Camil Petrescu; 22 квітня 1894, Бухарест — 14 травня 1957, Бухарест) — румунський письменник-модерніст. Також романіст, драматург, поет. Поклав початок класичного румунського роману.

## Біографія
Народився в сім'ї Камила Петреску і Анни Келер. Батько, судячи з усього, помер незадовго до народження майбутнього письменника. Був вихований годувальницею з сім'ї помічника комісара поліції Тудора Попеску, з околиці Каля Мошілор. Після гімназії Петреску продовжував навчання в коледжі Святого Сави і ліцеї «Ґеорґе Лазар» в Бухаресті. Навчався добре, в 1913 він зараховується на факультет Філософії і Філології Бухарестського університету. Він успішно захищається з відзнакою, комісію, яка приймала іспит, очолював діячем філософії Петре Негулеско. Потім Петреску стає вчителем в тімішоарському ліцеї. Отримує звання доктора філософії, написавши роботи про театр, під назвою «Естетична модальність театру». Опублікував дослідження в роботі «Історія філософії» в співавторстві з Н.Багдасаром, пов'язане з новою областю в вивченні філософії (феноменологія в роботах Гуссерля). Дебютує в журналі «ФАКЕЛ» (рум. Facla) в 1914 зі статтею «Жінки і дівчата сьогодення» під псевдонімом Raul D.
У 1916-1918 брав участь у Першій світовій війні як офіцер, досвід того часу він опише більш ніж через десять років у своїй книзі «Остання ніч кохання, перша ніч війни» (1930). У 1916 Петреску відправляють на фронт, де його ранять. Після лікування у військовому госпіталі повертається на лінію фронту, але потрапляє в полон до угорців. Під час німецького бомбардування частково втрачає слух, глухота переслідує Петреску все подальше життя. У 1918 звільнений з німецького полону, повертається в Бухарест.
У 1933 публікує найважливіший свій роман, один з найважливіших романів європейського модернізму — «Прокрустове ложе» . У 1939 Петреску очолює Національний театр Бухареста, де працює всього десять місяців, проте в 1947 Стає членом Румунської академії.
Його соціальний роман «Людина серед людей» залишився незавершеним.
Похований на цвинтарі Беллу.

## Твори

### Романи
- «Остання ніч кохання, перша ніч війни» (Ultima noapte de dragoste, întâia noapte de război) (1930)
- «Прокрустове ложе» (Patul lui Procust) (1933)
- «Людина серед людей» (Un om între oameni) (з 1953 по 1957 рік, незакінчений))

### Оповідання
- «Вежа зі слонової кістки» (Turnul de fildeș (1950))
- «Смерть чайки» (Moartea pescărușului (1950))
- «Рукавички» (Mănușile (1950))
- «Ті, хто розплачуються життям» (Cei care plătesc cu viața) (1950)